# Thamnolaea
Genre
Thamnolaea est un genre d'oiseaux de la famille des Muscicapidae.

## Liste des espèces
D'après la classification de référence (version 15.1, 2025) du Congrès ornithologique international (ordre phylogénique) :
- Thamnolaea cinnamomeiventris – Traquet à ventre roux

Il incluait jadis une autre espèce :
- Thamnolaea coronata – Traquet couronné, aujourd'hui considérée comme sous-espèce de la précédente.

## Taxinomie
Les travaux de Zuccon et al. (2010) montrent que le Traquet demi-roux (Thamnolaea semirufa) fait partie d'un complexe constitué des espèces du genre Monticola. Il est donc déplacé dans ce genre dans la version 2.7 (2010) de la classification de référence du Congrès ornithologique international.